# Augusto Marzagão
Augusto Marzagão OMC (Barretos, 12 de dezembro de 1929 — Rio de Janeiro, 28 de novembro de 
2017) foi um jornalista, executivo e escritor brasileiro, com atuação na área política e no setor televisivo e cultural tanto no Brasil como no México.

## Biografia
Ex-seminarista, Augusto foi morar na cidade de São Paulo aos 18 anos, onde trabalhou como caixa no bar Olimpicus e, depois, como repórter policial no extinto jornal O Tempo; local onde conheceu Jânio Quadros.
Na área cultural, Marzagão se destacou como sendo o criador e diretor do Festival Internacional da Canção realizado no ginásio do Maracanazinho, transmitido pela TV Rio e, posteriormente, pela TV Globo entre 1966 e 1972, que incentivou vários talentos de diferentes gêneros musicais brasileiros daquele período.
Marzagão foi secretário particular do presidente da república Jânio Quadros e, também, de José Sarney. Já no governo do presidente Itamar Franco, foi secretário de Comunicação Institucional. Durante alguns anos foi colunista do jornal paulistano Folha de S.Paulo e do carioca O Globo.
No México, foi vice-presidente da Televisa, a maior rede de TV daquele país, por quase 20 anos. Marzagão é tido como sendo o grande responsável pela “mexicanização” da programação televisiva da emissora brasileira SBT (Sistema Brasileiro de Televisão); em 1982 ofereceu a Silvio Santos a novela mexicana “Os Ricos Também Choram” e posteriormente o seriado de televisão Chaves. Já em 1990, Silvio Santos mostrou para Marzagão as dificuldades que estava tendo com a programação de sua emissora e pediu sugestões, Augusto ofereceu então as novelas Carrossel e Rosa Selvagem.
Como escritor, é autor do livro "Memorial do Presente", da editora Nova Fronteira. Seus textos foram compilados no livro "Semeadura da Colheita", da editora Ao Livro Técnico.
Faleceu na noite de 28 de novembro de 2017, por insuficiência respiratória, no Hospital Municipal Lourenço Jorge, no bairro carioca da Barra da Tijuca.